# Stenomacrus micropennis
Stenomacrus micropennis är en stekelart som beskrevs av Jussila 2006. Stenomacrus micropennis ingår i släktet Stenomacrus och familjen brokparasitsteklar. Inga underarter finns listade i Catalogue of Life.